# Welcome to TOKYO
「Welcome to TOKYO」（ウェルカム・トゥ・トーキョー）は、三代目 J Soul Brothers from EXILE TRIBEの通算20枚目のシングルである。2016年11月9日にrhythm zoneから発売された。オフィシャルサイトでは両A面シングル扱いとなっている。

## 概要
- 前作「Unfair World」から1年2か月ぶりのシングルリリースで、三代目 J Soul Brothersとしては(当時)最長のシングルリリース間隔となっている。2016年唯一のシングル作品。一年間に1枚しかシングルをリリースしなかったのは、デビュー以来初である。
- 「CD+DVD」と「CDのみ」の2形態での発売で、初回盤はいずれもスリーブケース仕様となる。
- 2016年10月28日午後9時、東京・渋谷駅前のスクランブル交差点の大型街頭ビジョン3基をジャックし、ミュージック・ビデオを解禁した。AbemaTVでも約30分間の三代目J Soul Brothers 独占番組がオンエアされ、フル尺をオンエアした[7]。
- 「Welcome to TOKYO」は、5年連続5回目の出場となった『第67回NHK紅白歌合戦』での歌唱楽曲。

## 収録曲

### CD
1. Welcome to TOKYO [4:48]
作詞：michico、作曲：T.Kura, michico、編曲：T.Kura
  - 『ローソンキャンペーン』タイアップソング。
  - 『2016 Autumn-Winter Samantha Tiara』 CMソング。
  - 映画『唐人街探偵 東京MISSION』挿入歌[8]。
2. BRIGHT [5:04]
作詞：小竹正人、作曲：FAST LANE, ERIK LIDBOM
  - コーセー70周年企業広告「きれいの、その先」篇 CMソング。
3. Welcome to TOKYO（Instrumental）
4. BRIGHT（Instrumental）

### DVD
1. Welcome to TOKYO（Music Video）

## 収録アルバム
| 収録アルバム            | 楽曲             | 曲順 |
| ----------------------- | ---------------- | ---- |
| THE JSB WORLD (DISC-3)  | Welcome to TOKYO | 12   |
| THE JSB WORLD (DISC-3)  | BRIGHT           | 13   |
| FUTURE (DISC-1)         | BRIGHT           | 3    |
| FUTURE (DISC-1)         | Welcome to TOKYO | 9    |
| BEST BROTHERS (DISC-01) | Welcome to TOKYO | 13   |